# Hendrik Andriessen
Pour les articles homonymes, voir Andriessen (homonymie).
Hendrik Andriessen, né à Haarlem le 17 septembre 1892 et mort à Haarlem le 12 avril 1981, est un compositeur néerlandais. 

## Biographie
Hendrik Andriessen est le frère du pianiste et compositeur Willem Andriessen et le père des compositeurs Jurriaan Andriessen et Louis Andriessen et de la flûtiste Heleen Andriessen.
Parmi ses œuvres figure Miroir de Peine, sur des textes d’Henri Ghéon.